# Ginástica artística nos Jogos Olímpicos de Verão de 2008 - Solo masculino
A final masculina do solo da ginástica artística nos Jogos Olímpicos de Verão de 2008 foi realizada no Estádio Nacional Indoor de Pequim, em 17 de agosto.

## Medalhistas
| Ouro   | CHN Zou Kai            |
| Prata  | ESP Gervasio Deferr    |
| Bronze | RUS Anton Golotsutskov |

## Atletas classificados
- BRA Diego Hypólito
- ROU Marian Drăgulescu
- ESP Gervasio Deferr
- GER Fabian Hambüchen
- JPN Kohei Uchimura
- CHN Zou Kai
- RUS Anton Golotsutskov
- ISR Alexandr Shatilov

## Resultados
| Pos.              | Ginasta                | Nota A | Nota B | Pen. | Total  |
| ----------------- | ---------------------- | ------ | ------ | ---- | ------ |
| Medalha de ouro   | CHN Zou Kai            | 6.700  | 9.350  |      | 16.050 |
| Medalha de prata  | ESP Gervasio Deferr    | 6.500  | 9.275  |      | 15.775 |
| Medalha de bronze | RUS Anton Golotsutskov | 6.500  | 9.225  |      | 15.725 |
| 4                 | GER Fabian Hambüchen   | 6.500  | 9.150  |      | 15.650 |
| 5                 | JPN Kohei Uchimura     | 6.300  | 9.275  |      | 15.575 |
| 6                 | BRA Diego Hypólito     | 6.700  | 8.500  |      | 15.200 |
| 7                 | ROU Marian Drăgulescu  | 6.500  | 8.350  |      | 14.850 |
| 8                 | ISR Alexandr Shatilov  | 6.600  | 7.925  | 0.4  | 14.125 |